# 한일 프로야구 레전드 슈퍼 게임
한일 프로야구 레전드 슈퍼게임은 KBO와 NPB가 추진하고 2013년부터 매년에 개최될 국제 경기이다. 1991년부터 1999년까지 4년에 한번꼴로 3회까지 진행되온 한일 프로 야구 슈퍼 게임이 현역 선수들을 위주로 진행되었다면 레전드 슈퍼게임은 은퇴한 선수들간의 대결이다. 

## 전적
- 2012년

- 날짜/장소 : 7월 20일 잠실야구장

- 2013년(제1회)

- 날짜/장소 : 11월 30일 문학야구장